# Boston (gruppo musicale)
I Boston sono un celebre gruppo hard rock statunitense.
Il gruppo ha ottenuto un ampio successo commerciale pur avendo inciso solamente sei album in studio. Il loro brano più famoso è More Than a Feeling del 1976.

## Storia

### I primi anni (...-1976)
La storia dei Boston ha inizio quando Tom Scholz, laureato in ingegneria al MIT e progettista presso la Polaroid, oltre ad esibirsi in vari locali di Boston, inizia a registrare una serie di demo accompagnato dal chitarrista Barry Goudreau, dal batterista Jim Masdea (che già suonavano con Scholz in altra band), e dal cantante Ron Patti della band "Boston Cream".
Questi demo erano l'embrione del primo album, con brani come More Than a Feeling, Hitch a Ride, Peace of Mind, Long Time e Rock and Roll Band.
Scholz viveva con frustrazione le limitazioni della tecnologia del tempo e la relativa incapacità di catturare il suono cercato; così iniziò a ideare e costruire il proprio equipaggiamento.
I primi nastri furono rifiutati dalle case discografiche. Un secondo set di registrazioni, con Scholz alla chitarra e il nuovo cantante Brad Delp, catturò l'attenzione dei dirigenti della Epic Records, una divisione della CBS. Non erano però soddisfatti delle performance di Jim Masdea e lo fecero sostituire con Sib Hashian ed ingaggiarono il bassista Fran Sheehan. Questi vantava una solida formazione presso il New England Conservatory of Music e prima di entrare a far parte dei Boston suonava in diversi gruppi locali assieme ad Hashian. Quest'ultimo non aveva mai seguito studi musicali veri e propri, ma suonava la batteria fin dalle scuole elementari.
La formazione era così costituita dal tecnico del suono, chitarrista e tastierista Tom Scholz, dal chitarrista Barry Goudreau, dal cantante Brad Delp, dal bassista Fran Sheehan e dal batterista Sib Hashian.

### Il primo album (1976):Boston
La casa discografica impose di registrare nuovamente il materiale in uno studio professionale in California con tecnici professionisti (anche per rispettare le leggi sindacali) ma, terminate le registrazioni, Scholz decise di rifare nuovamente tutto nel suo studio personale e solo il brano Let Me Take You Home Tonight rimase nella versione originale.
Il primo album Boston è costituito in gran parte dal materiale originario di Scholz. Grazie soprattutto alle tre hits More Than a Feeling, Long Time e Peace of Mind, schizzò immediatamente ai vertici delle classifiche americane e vi rimase per 101 settimane. Dopo soli tre mesi ottenne il disco di platino e divenne un long seller, continuando a vendere per molti anni e raggiungendo nei soli Stati Uniti i nove milioni di copie dopo 10 anni e ben 17 milioni di copie a tutto il 2003. Ad oggi è il disco d'esordio più venduto sul mercato americano.
Il successo fece rivivere la popolarità del rock classico in un momento dominato dalla disco music e dalla nascita del punk rock.
Nell'estate del 1976 i Boston furono protagonisti di un fortunato tour negli Stati Uniti con i Black Sabbath e Moxy, al quale seguì quindi un tour mondiale.
Un'edizione dell'album rimasterizzata dallo stesso Scholz, con due esecuzioni live inedite, è stata pubblicata nel 2006.

### Don't Look Back(1978)
Malgrado forti screzi tra Epic e Scholz, il secondo album Don't Look Back fu pubblicato esattamente due anni dopo il primo. All'epoca la distanza di due anni tra due album era considerata eccessiva, ma il perfezionista Scholz riteneva che Don't Look Back fosse un album raffazzonato, figlio di un lavoro affrettato di cui era insoddisfatto soprattutto per la seconda facciata. Nel 1986 dichiarò nella trasmissione "In the Studio with Redbeard" che la CBS non aveva fiducia in un secondo album dei Boston e la Epic cercava di sfruttare il traino del successo del primo album.
Oltre al brano dal titolo omonimo (nº 4 nelle classifiche dei 45 giri), dal lavoro vennero estratti altri due singoli, A Man I'll Never Be e Feelin' Satisfied. Malgrado 4 milioni di copie in un mese, Don't Look Back vendette meno della metà del primo album. Ad oggi ha raggiunto i 7 milioni di copie solo negli Stati Uniti.
Seguì un altro tour, mentre i rapporti tra Scholz e la Epic giunsero alla rottura quando Scholz iniziò a lavorare alla lunga creazione del terzo album, lavoro al quale Scholz volle dedicarsi in santa pace e senza pressioni.

### Lo smembramento dei Boston (1979-1983)
Nel frattempo, Goudreau decise di realizzare un progetto autonomo e produsse un album nel quale coinvolse anche Delp e Hashian. L'album si intitolò semplicemente Barry Goudreau e ottenne un discreto successo con il singolo Dreams.
CBS cercò di chiamare il progetto Almost Boston (Quasi Boston) provocando la seccata reazione di Scholz. Goudreau successivamente dichiarò che Scholz aveva cercato di boicottare la sua carriera solista. Ne nacque una causa legale per le royalties contro Scholz ad opera di Goudreau, Hashian e Sheehan.
Scholz sostenne che Goudreau, Hashian e Sheehan avevano tentato di "rubargli" il marchio "Boston" per continuare con la band con il solo Goudreau come chitarrista e che questo stava avvenendo con la complicità della Epic/CBS. La causa fu vinta da Scholz, che successivamente dichiarò che il processo lo aveva lasciato prevenuto e disgustato nei confronti delle major discografiche.
Goudreau e Hashian sono attualmente membri della band Ernie and the Automatics con il venditore di auto di Boston Ernie Boch Jr. e sono coinvolti nelle attività di beneficenza della sua organizzazione, "Music Drives Us", che aiuta musicisti nell'area di Boston a realizzare le loro aspirazioni.

### Causa legale con la CBS (1980-1985)
A questo punto la CBS avviò una causa legale dichiarando la rottura del contratto, a causa della realizzazione troppo lenta dell'album successivo, che era in registrazione presso lo studio personale di Scholz con Delp, il rientrante Masdea, e il chitarrista Gary Pihl. A Scholz furono bloccati i pagamenti dei diritti, ma non vennero a mancargli i fondi necessari per registrare il nuovo album; infatti, la sua casa di strumenti musicali, la Scholz Research & Development, Inc., aveva cominciato a produrre con successo dispositivi ideati dallo stesso Scholz, primo fra tutti l'amplificatore denominato Rockman.

### Third Stage(1986)
Nonostante le avversità, la realizzazione dell'album, che ancora non aveva un titolo, poté andare avanti. Una registrazione del brano Amanda, sottratta dallo studio, diede origine ad un bootleg che ebbe successo tra i fan affamati di nuovo materiale.
Il sound era assai diverso da quello dei primi due album, era evidente la mancanza del "gruppo", infatti la maggior parte degli strumenti è suonata da Scholz e la batteria è palesemente elettronica. Amanda però ottenne grandi apprezzamenti e divenne quindi il singolo trainante e andò al primo posto della classifica delle vendite quando finalmente Third Stage fu pubblicato nel 1986, dopo la firma di un contratto tra Scholz e la MCA Records. Costruito attorno al concetto di terzo stadio (che in inglese è sinonimo di "mezza età"), questo concept album ottenne un buon successo anche di critica.
Nel successivo tour, l'album veniva eseguito interamente in sequenza.
Scholz ha rifiutato per molti anni di usare sintetizzatori e meno che mai suoni campionati e rielaborati digitalmente. Nelle note di copertina di Third Stage ha dichiarato: "Niente sintetizzatori! Onestamente! E neppure violini (come si fanno i suoni senza sintetizzatori? Con un vecchio Vox-Tone Bender di vent'anni fa e un pessimo transistor). In altre parole, il sound dei Boston è spinto da vecchie, superate attrezzature da rock and roll, in opposizione alle apparecchiature midi-interconnesse-computerizzate-sequenziate-sintetizzate."
I Boston parteciparono anche a un concerto benefico sponsorizzato dalla "Tea Party Concerts" a sostegno della ricerca sull'AIDS. Fu l'inizio di una serie di iniziative anche sui temi della violenza domestica e dei senzatetto.
Nel 1990 finalmente si chiuse positivamente la vertenza con la CBS, condannata a pagare a Scholz 1,6 milioni di dollari di danni, oltre ai diritti arretrati.

### L'abbandono di Delp eWalk On(1994)
Nel frattempo, Scholz era tornato a lavorare ad una nuova opera, provvisoriamente denominata Boston IV. Delp, nel frattempo lascia per entrare nella band di Barry Godraeu (RTZ). Ufficialmente, i Boston erano così diventati una band con un solo membro.
Con Scholz al lavoro con l'usuale calma, trascorsero 8 anni prima della pubblicazione di Walk On che fu realizzato con la stessa tecnica di "Third Stage", ovvero suoni molto effettati, esasperazione della dinamica a scapito della pulizia del suono. Per questo album ci fu la presenza del cantante Fran Cosmo, proveniente proprio da una vecchia band di Goudreau, "Orion the Hunter".
A differenza degli altri album, Walk On, pur vendendo un milione di copie, non raggiunse il primo posto nella Billboard Top 200 Album Chart. Neppure i singoli diventarono delle hit, malgrado la buona diffusione sulle radio di I Need Your Love.
Il tour successivo vide il ritorno di Delp che, lasciati gli RTZ, divise il ruolo di lead-singer con Fran Cosmo.

### Storia recente (1994-2006)
A seguito del tour di Walk On, i Boston pubblicarono la loro prima raccolta intitolato Boston: Greatest Hits.
L'album contiene anche tre canzoni inedite: Higher Power, la prima canzone nuova dal 1986 con Delp alla voce, Tell Me, una ballata melodica con il bassista David Sikes alla voce e una versione live di Star Spangled Banner.
Nel 1998 Scholz cominciò a lavorare al quinto album. Alcuni nastri furono sottratti e, prima della pubblicazione, Someone (con Delp alla voce) e Turn It Off (interpretata da Cosmo) vennero trasmesse da una radio nel 1999. Corporate America venne invece distribuita da Tom Scholz in formato MP3 sotto il nome di Downer's Revenge all'inizio del 2002 per verificare l'appeal dell'album.
Ci vollero così 4 anni prima della pubblicazione di Corporate America (Artemis Records) nel 2002. Questo album presenta la più numerosa formazione della storia dei Boston: Delp (voce), Cosmo (chitarre e voce), Scholz (Chitarre e Organo), Gary Pihl (chitarra) e i nuovi membri Jeff Neal (percussioni), Anthony Cosmo (fratello di Fran) alla chitarra acustica e Kimberley Dahme al basso e voci.
L'influsso dei nuovi arrivati sembra dare nuova linfa e ispirazione; Dahme contribuisce cantando una canzone country da lei scritta, With You, e Anthony Cosmo scrive e produce tre canzoni, Stare Out Your Window, Cryin' e Turn it Off.
Nonostante l'assenza di singoli di successo, il successivo tour ha successo e dura per tutto il 2004.
Nel 2006, Anthony e Fran Cosmo lasciano i Boston per formare una propria band, Cosmo, e lasciando Delp come unico cantante.
Nel frattempo, stando a un articolo di Boston Magazine dello stesso anno, pare che Scholz e Barry Goudreau, superate le vecchie tensioni, avrebbero riallacciato i rapporti di amicizia.
Nel 2006 la Epic avviò il progetto di rimasterizzazione dei primi due album senza preventiva autorizzazione di Scholz, notoriamente protettivo verso il suo lavoro. Questi accettò di dirigere personalmente il progetto (riavvicinandosi quindi alla CBS) per assicurare la buona riuscita dell'opera, che è stata presentata al pubblico il 13 giugno 2006.

### Morte di Brad Delp (2007)
Il cantante Brad Delp fu trovato morto dalla Polizia il 9 marzo 2007 nella sua casa di Atkinson. Secondo il rapporto della polizia, la morte sarebbe avvenuta per intossicazione da monossido di carbonio, coadiuvata in seguito dalla conferma di suicidio. Il previsto Tour estivo, insieme ai REO Speedwagon è stato così annullato.
Il 18 agosto 2007 si è svolto un concerto tributo per Brad Delp con vari artisti, dopo che Scholz ha cercato di organizzare "A Final Boston Concert". Per l'occasione anche Michael Sweet è salito sul palco con i Boston, e parteciperà al prossimo tour. È stato inoltre annunciato che è in corso la preparazione della versione rimasterizzata dell'album Greatest Hits, oltre a un album con le migliori performance live.

## Formazione

### Formazione attuale
- Tommy DeCarlo – voce (2007–presente)
- Tom Scholz – chitarra; basso, tastiere, percussioni (1969–presente)
- Gary Pihl – chitarra, tastiere (1985–presente)
- Michael Sweet – chitarra, voce (2007–presente)
- Kimberley Dahme – basso, chitarra (2001–presente)
- Jeff Neal – batteria, percussioni (2002–presente)

### Ex componenti
- Brad Delp - voce, chitarra, tastiere, percussioni (1970 - 1989, 1994 - 2007)
- Jim Masdea - batteria, percussioni, tastiere (1969 - 1975, 1983 - 1988)
- Barry Goudreau - chitarra (1969 - 1981)
- Sib Hashian - batteria, percussioni (1975 - 1983)
- Fran Sheehan - basso (1975 - 1984)
- David Sikes - basso, tastiere (1987 - 1998)
- Doug Huffman - batteria, percussioni, tastiere (1987 - 1994)
- Curly Smith - batteria, percussioni, armonica (1994 - 1998)
- Fran Cosmo - voce, chitarra (1992 - 2007)
- Anthony Cosmo - chitarra (1998 - 2007)
- Anthony Citrinite - batteria (2001 - 2002)
- Tom Hambridge - batteria (2002)

## Discografia

### Album in studio
- 1976 - Boston
- 1978 - Don't Look Back
- 1986 - Third Stage
- 1994 - Walk On
- 2002 - Corporate America
- 2013 - Life, Love & Hope